# Ecuador TV
Ecuador TV (ECTV) è una rete televisiva pubblica ecuadoriana nata il 24 ottobre 2007. È gestita dalla Televisión y Radio de Ecuador.

## Programmi
Il canale riproduce contenuti e programmi delle seguenti televisioni:
- Discovery Channel
- Discovery Kids
- Cartoon Network
- BBC
- Rai
- TvE
- Deutsche Welle
- TV5 Monde
- ViVe
- Voz de América
- TeleSUR